# Марк Стаал
Марк Стаал (англ. Marc Staal; нар. 13 січня 1987, Тандер-Бей) — канадський хокеїст, захисник, в минулому гравець збірної команди Канади.
Брати: Джордан Стаал, Ерік Стаал.

## Ігрова кар'єра

### Юніорська кар'єра
Хокейну кар'єру розпочав 2003 року виступами за клуб «Садбері Вулвс» (ОХЛ). Відіграв за «вовків» до 2007 року, був капітаном команди. 2005 року був обраний на драфті НХЛ під 12-м загальним номером командою «Нью-Йорк Рейнджерс». В останньому сезоні 2006/07 разом з ним грав і молодший брат Джордан.
7 травня 2007 року Хокейна ліга Онтаріо оголосила про нагородження Марка Трофеєм Макса Камінскі для найкращого захисника сезону. Хоча його команда поступилась в фінальній серії за Кубок Джона Росса Робертсона, Стаал став найціннішим гравцем плей-оф та отримав приз Вейн Гретцкі 99 еворд.

### Нью-Йорк Рейнджерс

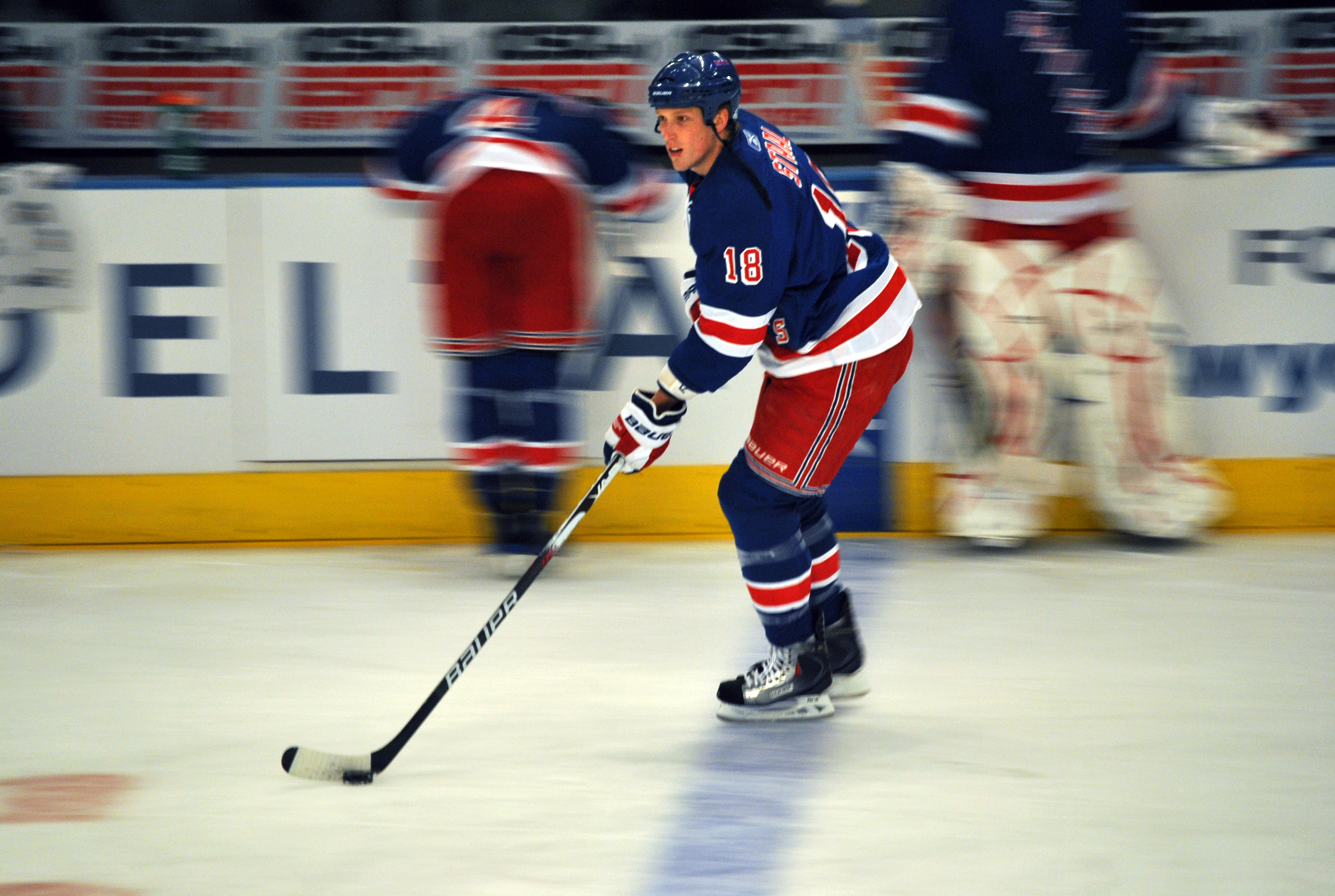
Марк під час розминки перед матчем проти «Нью-Йорк Айлендерс» на Медісон-сквер-гарден. 24 березня 2010 року.

4 жовтня 2007 року Стаал дебютував в НХЛ за «Нью-Йорк Рейнджерс», головний тренер команди Том Ренні в першому сезоні використовував його суто в захисті. Своє перше очко в НХЛ Марк набрав 1 листопада 2007 року в матчі проти «Вашингтон Кепіталс»; Кріс Друрі, відхилившись від кидка, дозволив Марку віддати результативну передачу. 14 листопада 2007 року Марк забив свій перший гол в матчі проти «Нью-Джерсі Девілс» в Пруденшл-центрі. Він забив кистьовим кидком з лівого кола вкидання, поклавши шайбу з відхиленням від поперечини над простягнутою рукавичкою Мартена Бродера.
Асистентами його першої шайби стали Скотт Гомес і Брендан Шенаген. У сезоні 2007/08 став одним з шістнадцяти новачків, обраних для участі в матчі Молодих зірок на матч усіх зірок 2008 року в Атланті, де забив одну шайбу і віддав одну передачу. Стаал закінчив свій дебютний сезон з 2 голами і 8 передачами. Але що більш важливо, він зарекомендував себе як надійного захисника, набравши по системі плюс / мінус +2, і вийшовши разом з командою в плей-оф Кубка Стенлі.
У сезоні 2008-09 поліпшив свою результативність, набравши 15 очок, забивши 3 голи і віддавши 12 передач - встановивши рекорд кар'єри за цим показником. У 2009 році Стаал знову взяв участь в матчі Молодих зірок в рамках матчу всіх зірок 2009 у Монреалі, забивши два голи. В кінці сезону тренерські перестановки привели до більш наступальною філософії гри, для виходу «Рейнджерс» в плей-оф. Більш оборонно налаштований Том Ренні був замінений на Джона Тортореллі, який закликав всіх своїх гравців до більш наступальною гри, в тому числі і Стаала. Як результат велика частина набраних очок Марка припала на кінець сезону - 6 з 15 очок за 21 матч припали після тренерської перестановки (9 очок за 61 гру при Ренні). «Нью-Йорк Рейнджерс» знову вийшов до плей-оф Кубка Стенлі, головним чином завдяки сильному фінішу в кінці регулярного сезону, але цього разу вони зазнали поразки в першому ж раунді серії проти «Вашингтон Кепіталс». У цій серії Стаал забив свою першу шайбу в плей-оф Кубка Стенлі.
У третьому сезоні Стаал почав відігравати велику роль в команді, його прогрес під керівництвом Джона Тортореллі продовжився. У перших чотирьох матчах нового сезону він набрав чотири очки (1 гол і 3 передачі). Незважаючи на те, що в цьому сезоні «Рейнджерс» не потрапив до плей-оф, Марк все ж зміг переписати свої рекорди результативності, забивши 8 голів, віддавши 19 передач і набравши +11 по системі плюс-мінус. 3 квітня 2010 року в матчі проти «Флорида Пантерс» Стаал врятував свою команду від поразки, забивши красиву шайбу від борта до борта воротареві «пантер» Скотту Клемменсену з передачі свого голкіпера Генріка Лундквіста. Потрапляння команди в плей-оф вирішувалось в останній ігровий день сезону, «рейнджери» поступились 1-2 по штрафним кидкам «Філадельфії Флайєрз», яка зайняла рятівне 8-е місце. Стаал в тому матчі провів 29 хвилин і 16 секунд з 65 хвилин загального часу матчу і закінчив з показником +1.
У 2010 році Марк вперше став обмежено вільним агентом. Хоча переговори між ним і генеральним менеджером «Нью-Йорк Рейнджерс» Гленом Сатером затягнулися. 15 вересня 2010 року Марк все-таки підписав п'ятирічний контракт на суму $ 19.875 млн. з можливістю продовження клубом. Після тренувального табору Джон Торторелла, визнавши лідерські якості Стаала, в жовтні 2010 року призначив його помічником капітана в віці 23 років.
У сезоні 2010-11 Стаал вперше був обраний для участі у матчі всіх зірок НХЛ в місті Ралі, Північна Кароліна. Під час матчу він мав рідкісну можливість пограти в одній команді з братом Еріком.
22 лютого 2011 року в матчі проти «Кароліна Гаррікейнс» проти Стаала провів силовий прийом його брат Ерік. Марк дивився вниз, боровся за шайбу з гравцем «Гаррікейнс», коли Ерік під'їхав до нього і вдарив в плече брата, після чого Марк ще не скоро піднявся з льоду. Це був чистий силовий прийом і Марк відіграв до кінця сезону, а на тренувальному таборі 2011 року з'ясувалося, що у Марка присутні симптоми струсу мозку. Він не грав до 2 січня 2012 року, повернувшись на лід у матчі Зимової класики НХЛ 2012 проти «Філадельфії Флайєрз».
У п'ятому матчі плей-оф Кубка Стенлі 2012 в серії проти «Вашингтон Кепіталс» (3-2 в серії на користь «Рейнджерс»), Марку вдалося забити переможний гол в овертаймі вирішальної зустрічі.
У скороченому сезоні 2012-13 Марк в середньому набирав по 0,5 балів за гру. Проте, під час гри проти «Філадельфії Флайєрз» у Нью-Йорку 5 березня 2013 року, Стаал зазнав страшної травми очей. Через цю травму він вибув до кінця сезону і зіграв лише один матч в першому раунді плей-оф.
Марк провів повний сезон 2013-14 років, 72 гри в регулярному сезоні та ще 20 у плей-оф, «Рейнджерс» вперше за 20 років досягти фіналу Кубка Стенлі. Він став третім з братів Стаал, що грали в фіналі Кубка Стенлі, старший брат Ерік виграв у 2006 році разом з «Кароліна Гаррікейнс», молодший брат Джордан разом з «Піттсбург Пінгвінс» грав двічі в 2008 і 2009 роках, останній фінал був переможним для «пінгвінів».
У наступному сезоні «рейнджери» вийшли до півфіналу Кубка Стенлі, а Марк відіграв повний сезон, як в регулярному чемпіонаті так і в плей-оф.
У двох останніх сезонах, як команда так і Стаал дещо погіршили свої показники.

### Детройт Ред Вінгз
26 вересня 2020 року Марк перейшов до «Детройт Ред Вінгз».
25 липня 2021 року сторони підписали однорічну угоду.
2 березня 2022, Стаал провів 1000-у гру в НХЛ.

### Флорида Пантерс
13 липня 2022 на правах вільного агента Марк перейшов до клубу «Флорида Пантерс».

### Філадельфія Флаєрс
3 липня 2023 канадець на правах вільного агента перейшов до команди «Філадельфія Флаєрс».
5 вересня 2024 року Стаал оголосив про завершення кар’єри та повернення до «Нью-Йорк Рейнджерс», як асистента тренера з підготовки молодих гравців.

## Збірні
Був гравцем молодіжної збірної Канади, у складі якої брав участь у 23 іграх, а також став двічі чемпіоном світу.
У складі національної збірної Канади, провів 7 ігор на чемпіонаті світу 2010 року.

## Нагороди та досягнення
- Найкращий захисник молодіжного чемпіонату світу — 2006.
- Макс Камінскі трофі — 2007.
- Вейн Гретцкі 99 еворд — 2007.
- Учасник матчу усіх зірок НХЛ — 2011.

## Статистика

### Клубні виступи
| Сезон        | Клуб                 | Ліга         | Регулярний сезон | Регулярний сезон | Регулярний сезон | Регулярний сезон | Регулярний сезон | Плей-оф | Плей-оф | Плей-оф | Плей-оф | Плей-оф |
| Сезон        | Клуб                 | Ліга         | І                | Г                | П                | О                | ШХ               | І       | Г       | П       | О       | ШХ      |
| ------------ | -------------------- | ------------ | ---------------- | ---------------- | ---------------- | ---------------- | ---------------- | ------- | ------- | ------- | ------- | ------- |
| 2003–04      | «Садбері Вулвс»      | ОХЛ          | 61               | 1                | 13               | 14               | 34               | 7       | 1       | 2       | 3       | 2       |
| 2004–05      | «Садбері Вулвс»      | ОХЛ          | 65               | 6                | 20               | 26               | 53               | 12      | 0       | 4       | 4       | 15      |
| 2005–06      | «Садбері Вулвс»      | ОХЛ          | 57               | 11               | 38               | 49               | 60               | 10      | 0       | 8       | 8       | 8       |
| 2005–06      | «Гартфорд Вулф-Пек»  | АХЛ          | —                | —                | —                | —                | —                | 12      | 0       | 2       | 2       | 8       |
| 2006–07      | «Садбері Вулвс»      | ОХЛ          | 53               | 5                | 29               | 34               | 68               | 21      | 5       | 15      | 20      | 22      |
| 2007–08      | «Нью-Йорк Рейнджерс» | НХЛ          | 80               | 2                | 8                | 10               | 42               | 10      | 1       | 2       | 3       | 8       |
| 2008–09      | «Нью-Йорк Рейнджерс» | НХЛ          | 82               | 3                | 12               | 15               | 64               | 7       | 1       | 0       | 1       | 0       |
| 2009–10      | «Нью-Йорк Рейнджерс» | НХЛ          | 82               | 8                | 19               | 27               | 44               | —       | —       | —       | —       | —       |
| 2010–11      | «Нью-Йорк Рейнджерс» | НХЛ          | 77               | 7                | 22               | 29               | 50               | 5       | 0       | 1       | 1       | 0       |
| 2011–12      | «Нью-Йорк Рейнджерс» | НХЛ          | 46               | 2                | 3                | 5                | 16               | 20      | 3       | 3       | 6       | 12      |
| 2012–13      | «Нью-Йорк Рейнджерс» | НХЛ          | 21               | 2                | 9                | 11               | 14               | 1       | 0       | 0       | 0       | 0       |
| 2013–14      | «Нью-Йорк Рейнджерс» | НХЛ          | 72               | 3                | 11               | 14               | 24               | 25      | 1       | 4       | 5       | 6       |
| 2014–15      | «Нью-Йорк Рейнджерс» | НХЛ          | 80               | 5                | 15               | 20               | 42               | 19      | 0       | 1       | 1       | 10      |
| 2015–16      | «Нью-Йорк Рейнджерс» | НХЛ          | 77               | 2                | 13               | 15               | 36               | 5       | 0       | 2       | 2       | 4       |
| 2016–17      | «Нью-Йорк Рейнджерс» | НХЛ          | 72               | 3                | 7                | 10               | 34               | 12      | 0       | 0       | 0       | 2       |
| 2017–18      | «Нью-Йорк Рейнджерс» | НХЛ          | 72               | 1                | 7                | 8                | 18               | —       | —       | —       | —       | —       |
| 2018–19      | «Нью-Йорк Рейнджерс» | НХЛ          | 79               | 3                | 10               | 13               | 32               | —       | —       | —       | —       | —       |
| 2019–20      | «Нью-Йорк Рейнджерс» | НХЛ          | 52               | 2                | 9                | 11               | 16               | 3       | 1       | 0       | 1       | 0       |
| 2020–21      | «Детройт Ред Вінгз»  | НХЛ          | 56               | 3                | 7                | 10               | 20               | —       | —       | —       | —       | —       |
| 2021–22      | «Детройт Ред Вінгз»  | НХЛ          | 71               | 3                | 13               | 16               | 28               | —       | —       | —       | —       | —       |
| 2022–23      | «Флорида Пантерс»    | НХЛ          | 82               | 3                | 12               | 15               | 43               | 21      | 0       | 0       | 0       | 10      |
| 2023–24      | «Філадельфія Флаєрс» | НХЛ          | 35               | 1                | 4                | 5                | 14               | —       | —       | —       | —       | —       |
| Усього в НХЛ | Усього в НХЛ         | Усього в НХЛ | 1,136            | 53               | 181              | 234              | 537              | 128     | 7       | 13      | 20      | 52      |

### Збірна
| Рік                | Команда            | Турнір             | Місце              | І  | Г | П | О | ШХ |
| ------------------ | ------------------ | ------------------ | ------------------ | -- | - | - | - | -- |
| 2004               | Канада Онтаріо     | КВ17               | 1                  | 6  | 0 | 1 | 1 | 2  |
| 2005               | Канада             | ІГ18               | 1                  | 5  | 0 | 0 | 0 | 2  |
| 2006               | Канада             | МЧС                | 1                  | 6  | 0 | 1 | 1 | 4  |
| 2007               | Канада             | МЧС                | 1                  | 6  | 0 | 0 | 0 | 4  |
| 2010               | Канада             | ЧС                 | 7-е                | 7  | 0 | 1 | 1 | 2  |
| Молодіжна збірна   | Молодіжна збірна   | Молодіжна збірна   | Молодіжна збірна   | 23 | 0 | 2 | 2 | 12 |
| Національна збірна | Національна збірна | Національна збірна | Національна збірна | 7  | 0 | 1 | 1 | 2  |